# Paweł Pawlikowski
Paweł Aleksander Pawlikowski, né le 15 septembre 1957 à Varsovie (Pologne), est un réalisateur et scénariste polonais.

## Biographie
Paweł Pawlikowski est né en 1957 à Varsovie d'un père médecin et d'une mère professeur d'anglais à l'Université de Varsovie. Il quitte la Pologne avec sa mère à l'âge de 14 ans pour l'Allemagne et l'Italie avant de s'établir en Angleterre. Il a longtemps vécu à Oxford et à Paris avant de s'installer de nouveau à Varsovie. Alors qu'il commence une thèse sur le poète autrichien Georg Trakl, il s'intéresse au cinéma. Il entre au service documentaire de la BBC pour lequel il réalise des documentaires sur les pays de l'Est.
En 1998, il réalise son premier long métrage de fiction The Stringer.
En 2003, The Guardian le classe 33e dans la liste des 40 meilleurs réalisateurs contemporains.
Ida, sorti en 2013, est son premier film réalisé depuis son retour en Pologne. Le film en 2015 remporte l'Oscar du meilleur film en langue étrangère lors de la 87e cérémonie des Oscars.
Le film Cold War (Zimna wojna) est en sélection officielle au Festival de Cannes 2018 et remporte le Prix de la mise en scène, il lui vaut également une nomination aux Oscars en tant que meilleur réalisateur, une première pour un film en langue polonaise.

### Festivals
En 2001, il est membre du jury du 42e festival international du film de Thessalonique, sous la présidence de John Boorman. 
En 2019, il est membre du jury au Festival de Cannes sous la présidence d'Alejandro González Iñarritu.
Il reçoit un Cœur de Sarajevo d'honneur au Festival du film de Sarajevo 2019.

## Filmographie

### Réalisateur
- 1990 : Moscow Pietushki (documentaire)
- 1991 : Dostoevsky's Travels (documentaire)
- 1992 : Serbian Epics (documentaire)
- 1994 : Tripping with Zhirinovsky (documentaire)
- 1998 : Twockers (documentaire)
- 1998 : The Stringer
- 2000 : Transit Palace (Last Resort)
- 2004 : My Summer of Love
- 2011 : La Femme du Vème (The Woman in the Fifth / Kobieta z piątej dzielnicy)
- 2013 : Ida
- 2018 : Cold War (Zimna wojna)

### Acteur
- 2013 : Gare du Nord, de Claire Simon : Le patron de Joan

## Distinctions

### Prix

#### PourMy Summer of Love
- British Academy Film Award du meilleur film britannique (2005)

#### PourIda
- Lion d'Or du meilleur film au Festival du film polonais de Gdynia (2013)
- Prix FIPRESCI du Festival de Toronto (2013)
- Grand Prix au Festival international du film de Varsovie (2013)
- Grand Prix au Festival du film de Londres (2013)
- Prix du meilleur réalisateur au Festival international du film de Dublin
- Aigles du meilleur film et meilleur réalisateur (2013)
- Meilleur film et meilleur réalisateur lors des Prix du cinéma européen (2014)
- Oscar du meilleur film étranger (2015)

#### PourCold War
- Prix de la mise en scène au Festival de Cannes (2018)
- Meilleur film, meilleur réalisateur et meilleur scénariste lors des Prix du cinéma européen

### Sélections et nominations
- Festival de Cannes 2018 : sélection officielle en compétition - Cold War
- Meilleur réalisateur et meilleur film en langue étrangère  à la 91e cérémonie des Oscars - Cold War